# 宇招任
宇招任（1984年3月24日—），為台灣的棒球選手之一，曾經效力中華職棒兄弟象隊，守備位置為內野手，2010年球季結束， 因不符合球隊戰力需求遭到球團釋出。

## 經歷
- 台中縣光隆國小少棒隊
- 台中縣長億國中青少棒隊
- 嘉義縣東石高中青棒隊
- 輔仁大學棒球隊
- 中華職棒代訓藍隊借將（2007年）
- 台北縣成棒隊（2009年10月16日－2010年1月4日）
- 中華職棒兄弟象（2010年1月5日－12月22日）

## 職棒生涯成績
| 年度   | 球隊   | 出賽 | 打數 | 安打 | 二壘打 | 三壘打 | 全壘打 | 打點 | 盜壘 | 四死 | 三振 | 打擊率 |
| ------ | ------ | ---- | ---- | ---- | ------ | ------ | ------ | ---- | ---- | ---- | ---- | ------ |
| 2010年 | 兄弟象 | 39   | 82   | 17   | 0      | 0      | 0      | 10   | 1    | 1    | 17   | 0.207  |
| 合計   | 1年    | 39   | 82   | 17   | 0      | 0      | 0      | 10   | 1    | 1    | 17   | 0.207  |

## 特殊事蹟
- 中華職棒首位姓氏為「宇」的球員。
- 2010年3月26日對戰La New熊隊於七局下上場代打為生涯初登場。
- 2010年3月26日對戰La New熊隊擊出右外野方向安打為生涯首安。

## 外部連結
- 宇招任在台灣棒球維基館上的頁面（繁體中文）
- 球員資訊和成績在中華職棒官網（中文）